# 相輪

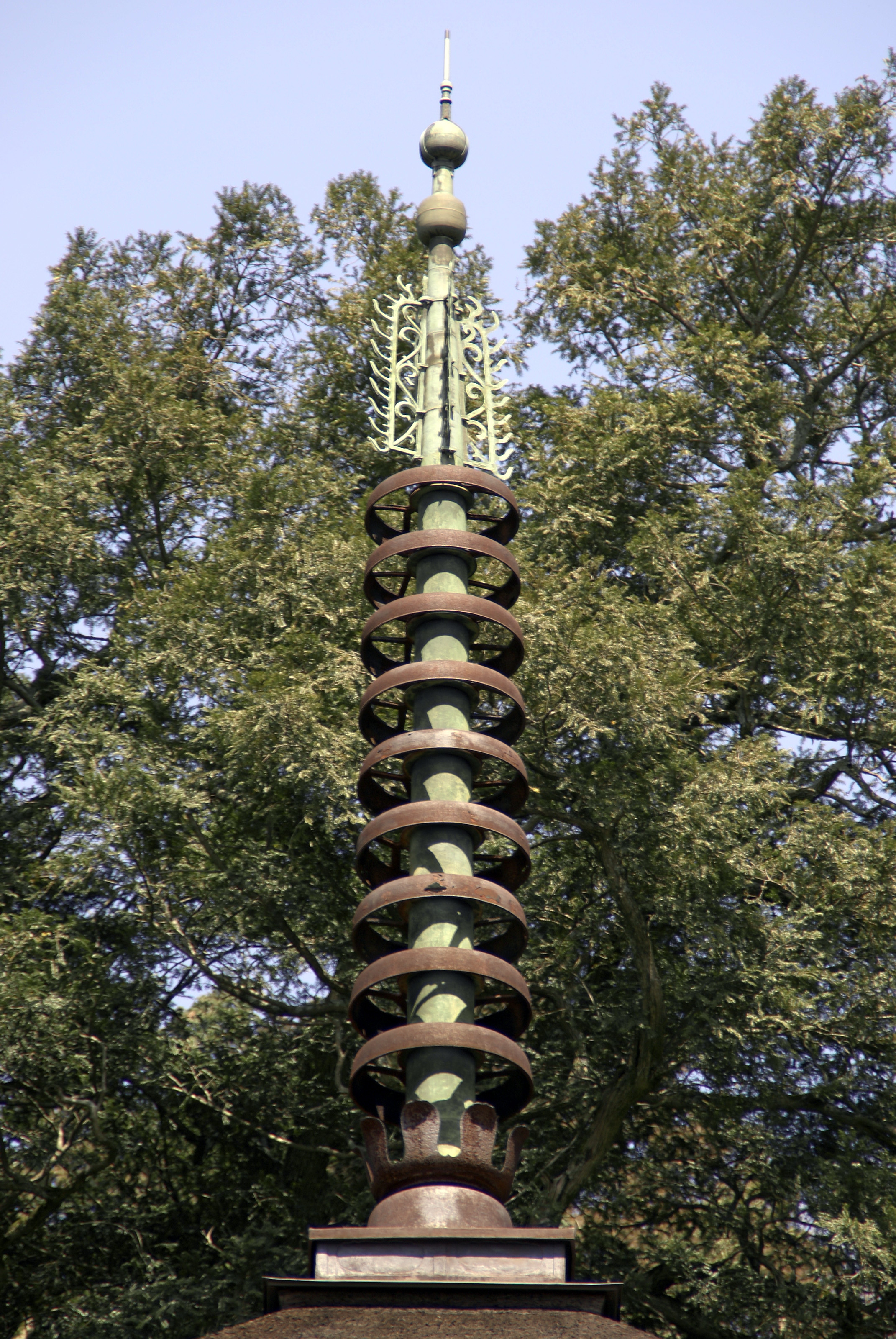
相輪
（六条八幡神社三重塔）

相輪（そうりん）とは、五重塔などの仏塔の屋根から天に向かって突き出た金属製の部分の総称。

## 概要
仏教の開祖、釈迦が荼毘に付された際に残された仏舎利を納めた塚であるストゥーパの上に重ねられた傘が起源とされる。
インドは気候が高温のため、釈迦を暑さから守るためと言われている。

## 相輪の構造
上から順に
- 宝珠：仏舎利（釈迦の骨）が納められる。

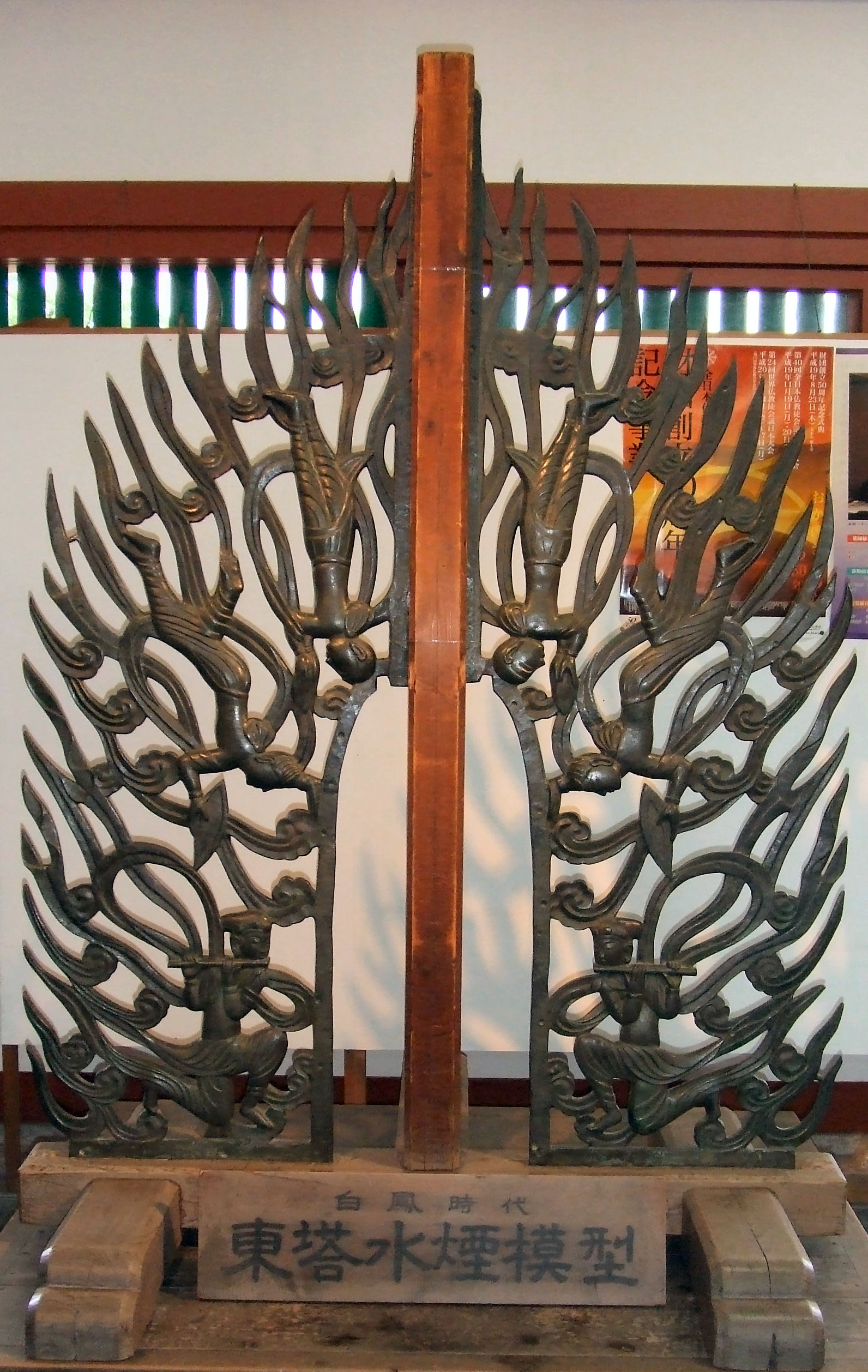
飛天が配された薬師寺東塔の水煙（模型）

- 竜車：奈良時代から平安時代の高貴な者の乗り物
- 水煙：火炎の透し彫り。火は、木造の建築物が火災に繋がるため嫌われ、水煙と呼ばれる。お釈迦様が火葬されたことをあらわす。
- 九輪（宝輪）：五智如来と四菩薩を表す。9つの輪からなる[注釈 1]。
- 受花（請花）：飾り台。蓮華の花。
- 伏鉢（覆鉢）：鉢を伏せた形をした盛り土形の墓、ストゥーパ形。お墓を表している。
- 露盤：伏鉢の土台。

宝珠は仏舎利が納められるため、最も重要とされる。
なお、中心を貫く棒は「擦」（または「刹管」）と呼ばれる。
また、仏舎利は塔の中に安置されていることもある。

## 多宝塔の相輪

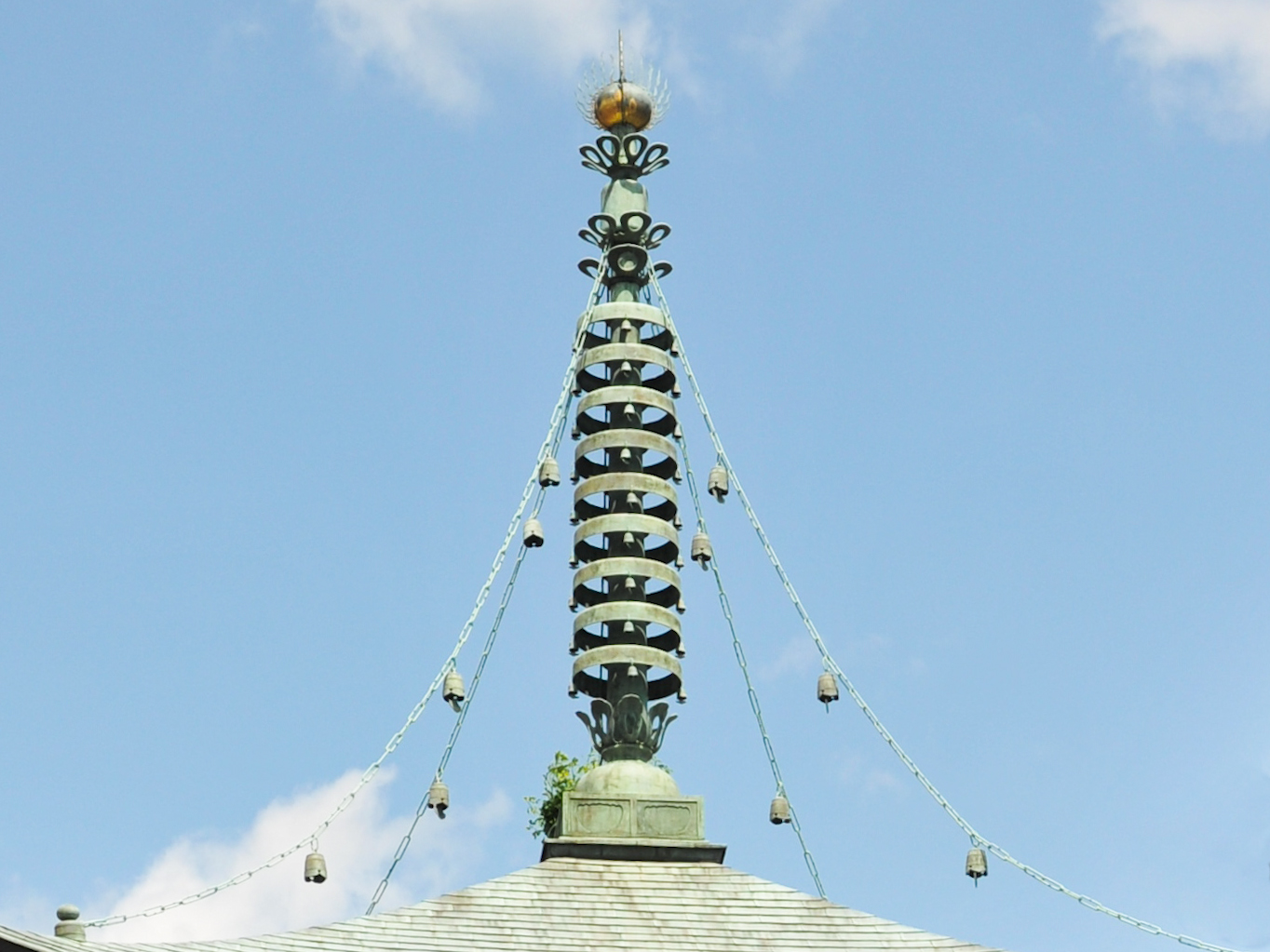
多宝塔の相輪
（安楽寺多宝塔）

多宝塔の相輪は多層塔のものと多少異なる。 下から露盤、覆鉢、請花、九輪までは同じだが、その上に水煙を付けず四葉、六葉、八葉の請け花を順に重ね、頂上に火焔宝珠を据える。 また、四葉の請花から屋根の四隅に向かって鎖を垂らす。 鎖には風鐸が付く場合も多い。